# Organopoda orbata
Organopoda orbata là một loài bướm đêm trong họ Geometridae.